# Nuno Rasura
Nuno Rasura (em castelhano: Nuño Rasura) foi um dos dois juízes lendários do Condado de Castela, eleito pelos castelhanos, junto com Laín Calvo, no ano de 842, para resolver os pleitos entre eles como forma de evitar a solicitação às cortes do Reino de Leão.

## Biografia
Durante o reinado de Ordonho II da Galiza e Leão com os acontecimentos derivados da derrota da Batalha do Val de Junqueira e como o rei de Leão atribuí este desastre aos condes de Castela que se negaram a acompanha-lo, tendo manda-los executar. Indignados os castelhanos com esta acção do rei e não podendo levantar-se me armas acordaram prover-se a si mesmos de um governo. Assim elegeram os nobres dois magistrados, um civil e outro militar, a quem foi atribuído o título de juízes, para lhes recordar que a sua missão era judiciária e que não deviam oprimir os povos e povoados debaixo da sua autoridade.

## Relações familiares
Segundo a tradição, histórias e obras literárias posteriores  — como o Poema de Fernando Gonçalves do século XV — é seu descendente direto Fernão Gonçalves, embora o parentesco é suportado apenas em documentos literários e não tem respaldo histórico verdadeiro.